# Bulbul de Madagascar
Hypsipetes madagascariensis
Espèce
Statut de conservation UICN

 LC  : Préoccupation mineure
Le Bulbul de Madagascar (Hypsipetes madagascariensis) est une espèce de passereaux de la famille des Pycnonotidae.

## Morphologie
Cet oiseau mesure environ 24 cm de longueur. Il ne présente pas de dimorphisme sexuel.
Le front, la calotte et la nuque sont noirs. Les plumes du front et de l'avant de la calotte sont plus ou moins hérissées. La gorge, le menton, les joues et les parties supérieures sont gris sombre. Les parties inférieures sont grises, les flancs et le ventre étant plus pâles que la poitrine. Les ailes sont grises à l'exception des rémiges primaires et secondaires brun gris et du dessous de même teinte mais plus sombre, tout comme la queue. Le bec est orange. Les iris sont rouge sombre. Les pattes sont jaune paille.

## Comportement

### Alimentation
Cet oiseau se nourrit de baies, de fruits et d'insectes coléoptères.

### Reproduction

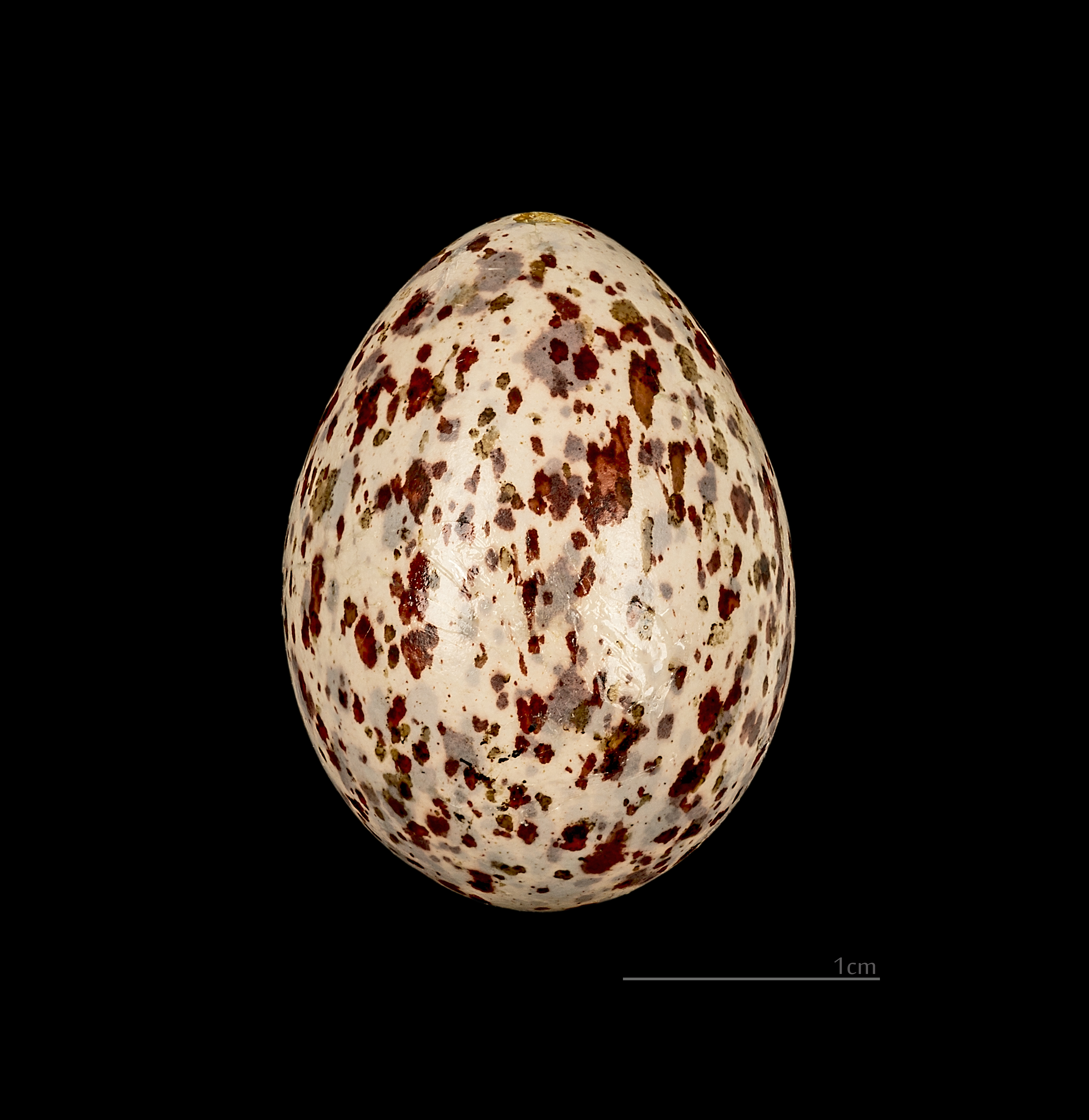
Œufs de Hypsipetes madagascariensis Muséum de Toulouse

## Répartition et habitat
Cet oiseau est présent en Asie, aux Comores, à Aldabra et à Madagascar.

## Systématique
L'espèce Hypsipetes madagascariensis a été décrite par l’ornithologue allemand Philipp Ludwig Statius Müller en 1776, sous le nom initial de Turdus Madagascariensis.

### Taxinomie
Cet oiseau est représenté par trois sous-espèces :
- Hypsipetes madagascariensis grotei — îles Glorieuses
- Hypsipetes madagascariensis madagascariensis — Comores et Madagascar
- Hypsipetes madagascariensis rostratus — Aldabra